# Robert Edgcumbe (Politiker)

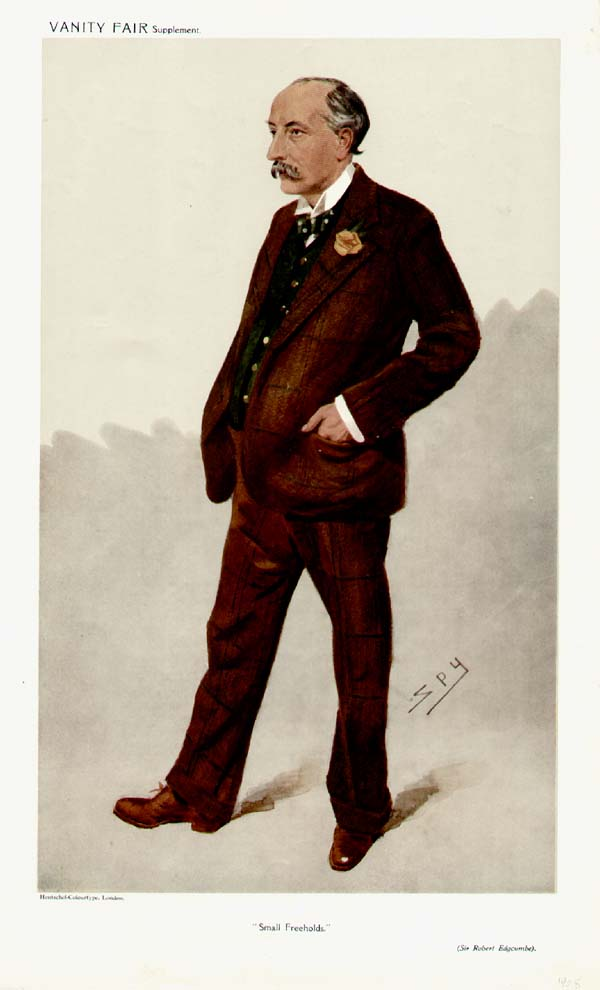
Robert Edgcumbe. Karikatur in der Vanity Fair, 1908

Sir Edward Robert Pearce Edgcumbe (genannt Robert Edgcumbe; auch Robert Pearce-Edgcumbe) (* 13. März 1851; † 29. September 1929) war ein britischer Politiker, Autor und Jurist.

## Herkunft und Ausbildung
Robert Edgcumbe wurde als Robert Pearce als einziger Sohn von Edward Pearce und dessen Frau Clara Jane Palmer geboren. Sein Vater arbeitete als Bankangestellter in Somerleigh in Dorchester. Pearce besuchte das King’s College in Cambridge, wo er 1871 mit dem English Declamation Prize und als Queen’s Prizeman ausgezeichnet wurde. 1874 erhielt er ein Stipendium der Royal Academy of Arts. 1877 wurde er als Barrister zugelassen.

## Politische Tätigkeit
Von 1884 bis 1885 arbeitete Pearce am High Court of Justice. Von 1885 bis 1895 war er Teilhaber an der Weymouth Old Bank. 1891 diente er für ein Jahr als Bürgermeister von Dorchester. Bei einer Nachwahl zum House of Commons 1891 und bei der Unterhauswahl 1892 kandidierte er jeweils als Kandidat der Liberal Party für den Wahlbezirk South Dorset, wurde jedoch beides Mal knapp geschlagen. Bei der Unterhauswahl 1895 kandidierte er für die Liberal Party vergeblich in Hereford. 1895 wurde er zum Knight Bachelor geschlagen. Mit königlicher Erlaubnis durfte er als Nachfahre der Familie Edgcumbe aus Lamerton, einer Seitenlinie der alten Freibauernfamilie Edgcumbe aus Tavistock den Namen Edgcumbe annehmen. Edgcumbe gilt als einer der Begründer des Small Holdings Movement, mit dem als Gegenmaßnahme zur Landflucht infolge der Industrialisierung Kleinbauern gefördert werden sollten. Zwar konnte Edgcumbe in Rew in Dorset mehrere Kleinbauernstellen schaffen, doch letztlich konnte sich die Bewegung nicht etablieren. Später zog er nach Newquay in Cornwall, wo er als Friedensrichter und Deputy Lieutenant für Cornwall diente.
Edgcumbe wurde der belgische Kronenorden mit goldenen Palmen und 1921 der Titel eines Doktors der Rechte verliehen.

## Sonstiges
Edgcumbe galt als Kunstliebhaber, der auf Reisen durch Südamerika und Afrika afrikanische und südamerikanische Kunst sammelte. Er veröffentlichte mehrere Bücher, darunter:
- The Law of Bills of Sale. The Bills of Sale Acts, 1878 and 1882; with notes, forms, etc. H. Sweet, London, 1882.
- Zephyrus. A holiday in Brazil and on the River Plate. Chatto & Windus, London 1887
- Popular Fallacies regarding trade and foreign duties (zusammen mit Frédéric Bastiat). Cassell, London 1888
- Family records relating to the families of Pearce of Holsworthy, Edgcumbe of Laneast, Eliot of Lostwithiel, Livingstone of Calendar, Reynolds of Exeter, Gayer of Liskeard, and others. W. Pollard & Co., Exeter 1895
- The parentage and kinsfolk of Sir Joshua Reynolds. Chiswick, London 1901.
- The Works of Arthur Clement Hilton. Together with his life and letters. Macmillan & Bowes, Cambridge 1904.

## Familie und Nachkommen
In erster Ehe hatte Edgcumbe 1884 Clara Jane Constance Conybeare, eine Tochter von John C. Conybeare aus Ingatestone geheiratet. Sie starb bereits 1888. In zweiter Ehe heiratete er am 6. August 1891 Frances Foley, eine Tochter von Admiral FitzGerald Algernon Charles Foley aus Fordingbridge. Mit ihr hatte er drei Söhne, darunter:
- Oliver Pearce Edgcumbe (1892–1956)